# 2016년 WK리그
2016 WK리그는 WK리그의 8번째 시즌이다. 중소기업은행과 타이틀 스폰서 계약을 맺음에 따라 2016년 시즌 WK리그는 IBK기업은행 2016 WK리그로 진행했다. 
7개 팀이 네 번씩 맞붙는 28라운드의 정규 라운드와 정규 리그 1위 팀을 제외한 상위 두 개 팀이 치르는 플레이오프로 이루어졌고, 정규 리그 1위 팀과 플레이오프 승자가 맞붙는 챔피언 결정전으로 리그 우승팀을 가렸다.
또한 2016 WK리그 신인 드래프트부터 보은 상무는 드래프트에 앞서서 입대를 희망하는 선수들을 대상으로 뽑고, 드래프트가 끝난 뒤에는 뽑히지 못한 선수들과 협의하는 방식으로 선수들을 수급하기 시작했다.

## 참가 팀
| 구미 스포츠토토 보은 상무 서울시청 수원시시설관리공단 이천 대교 인천 현대제철 화천 KSPO |

| 클럽명             | 지난 시즌 순위 | 창단년도 | 리그참가 횟수 | 연고지 | 홈 구장                                  | 감독   |
| ------------------ | -------------- | -------- | ------------- | ------ | ---------------------------------------- | ------ |
| 이천 대교          | 2위            | 2002     | 8             | 이천   | 이천종합운동장                           | 박남열 |
| 구미 스포츠토토    | 5위            | 2011     | 6             | 구미   | 구미시민운동장                           | 손종석 |
| 보은 상무          | 7위            | 2007     | 8             | 보은   | 보은공설운동장                           | 이미연 |
| 서울시청           | 6위            | 2004     | 8             | 서울   | 효창운동장 서울올림픽주경기장 보조경기장 | 박채화 |
| 수원시시설관리공단 | 3위            | 2008     | 8             | 수원   | 수원종합운동장                           | 김상태 |
| 인천 현대제철      | 1위            | 1993     | 8             | 인천   | 인천남동아시아드경기장                   | 최인철 |
| 화천 KSPO          | 4위            | 2011     | 6             | 화천   | 화천공설운동장                           | 강재순 |

## 순위

### 정규리그
| 순위 | 팀                               | 경기 | 승 | 무 | 패 | 득 | 실 | 차  | 승점 | 참가 자격 및 강등  |
| ---- | -------------------------------- | ---- | -- | -- | -- | -- | -- | --- | ---- | ------------------ |
| 1    | 인천 현대제철 레드엔젤스 (C) (O) | 24   | 16 | 7  | 1  | 55 | 21 | +34 | 55   | 챔피언 결정전 진출 |
| 2    | 이천 대교                        | 24   | 16 | 5  | 3  | 46 | 20 | +26 | 53   | 플레이오프 진출    |
| 3    | 구미 스포츠토토                  | 24   | 10 | 6  | 8  | 31 | 27 | +4  | 36   | 플레이오프 진출    |
| 4    | 화천 KSPO                        | 24   | 9  | 6  | 9  | 35 | 32 | +3  | 33   |                    |
| 5    | 서울시청                         | 24   | 7  | 5  | 12 | 33 | 48 | -15 | 26   |                    |
| 6    | 수원 FMC                         | 24   | 4  | 8  | 12 | 26 | 38 | -12 | 20   |                    |
| 7    | 보은 상무                        | 24   | 1  | 5  | 18 | 13 | 53 | -40 | 8    |                    |

* 마지막 업데이트 : 2016년 8월 29일 23R 종료 시점
* 출처 : WK리그 공식 웹사이트
* 순위 결정방식 : 
1) 승점; 2) 골 득실차; 3) 득점 수.
* (C) = 우승; (R) = 강등; (P) = 승격; (O) = 플레이오프 승리; (A) = 다음 라운드 진출 
* 시즌이 끝나지 않은 경우만 사용되는 표시: 
(Q) = 대항전 진출 자격이 됨; (TQ) = 대항전 진출 자격이 됐으나 진출할 라운드가 정해지지 않음; (RQ) = 강등 결정전 진출 자격이 됨; (DQ) = 대항전 진출 자격을 잃음.

### 플레이오프
| 2015년 10월 17일 | 이천 대교         | 2 : 0 | 구미 스포츠토토 | 이천종합운동장, 이천 |  |  |
| 19:00 (UTC+9)    | 박은선 45′, 90+1′ |       |                 |                      |  |  |
|                  |                   |       |                 |                      |  |  |

### 챔피언 결정전

#### 1차전
| 2015년 10월 20일 | 이천 대교 | 0 : 0 | 인천 현대제철 레드엔젤스 | 이천종합운동장, 이천 |  |  |
| 19:00 (UTC+9)    |           |       |                          |                      |  |  |
|                  |           |       |                          |                      |  |  |

#### 2차전
| 2016년 10월 24일 | 인천 현대제철 레드엔젤스        | 4 : 0 | 이천 대교 | 남동아시아드럭비경기장, 인천 |  |  |
| 19:00 (UTC+9)    | 비야 24′, 49′, 78′ · 유영아 27′ |       |           |                              |  |  |
|                  |                                 |       |           |                              |  |  |

| WK리그 우승                                           |
| 인천 현대제철 레드엔젤스                              |
| WK리그 2013 · WK리그 2014 · WK리그 2015 · WK리그 2016 |
| 제8대 WK리그 챔피언 (4회 우승)                        |
| ----------------------------------------------------- |
| 2013년･2014년･2015년･2016년                           |

## 시즌 기록

### 득점
| 순위 | 이름   | 소속 팀                  | 득점 | 경기 |
| ---- | ------ | ------------------------ | ---- | ---- |
| 1    | 레이첼 | 화천 KSPO                | 13   | 24   |
| 2    | 비야   | 인천 현대제철 레드엔젤스 | 10   | 21   |
| 3    | 이금민 | 서울시청                 | 10   | 26   |
| 4    | 장슬기 | 인천 현대제철 레드엔젤스 | 9    | 24   |
| 4    | 노소미 | 서울시청                 | 9    | 24   |

### 도움
| 순위 | 이름     | 소속 팀                  | 도움 | 경기 |
| ---- | -------- | ------------------------ | ---- | ---- |
| 1    | 박희영   | 인천 현대제철 레드엔젤스 | 10   | 26   |
| 2    | 김인지   | 화천 KSPO                | 8    | 23   |
| 3    | 비야     | 인천 현대제철 레드엔젤스 | 7    | 21   |
| 4    | 권은솜   | 이천 대교                | 7    | 24   |
| 5    | 지오바나 | 구미 스포츠토토          | 6    | 22   |